# Kanton Melun
Der Kanton Melun ist seit 2015 ein französischer Wahlkreis im Arrondissement Melun im Département Seine-et-Marne und in der Region Île-de-France; sein Hauptort ist Melun.

## Gemeinden
Der Kanton besteht aus neun Gemeinden mit insgesamt 68.893 Einwohnern (Stand: 1. Januar 2022) auf einer Gesamtfläche von 66,43 km²:
| Gemeinde              | Einwohner 1. Januar 2022 | Fläche km² | Dichte Einw./km² | Code INSEE | Postleitzahl |
| --------------------- | ------------------------ | ---------- | ---------------- | ---------- | ------------ |
| La Rochette           | 3.919                    | 5,85       | 670              | 77389      | 77000        |
| Livry-sur-Seine       | 2.224                    | 4,97       | 447              | 77255      | 77000        |
| Maincy                | 1.833                    | 10,19      | 180              | 77269      | 77950        |
| Melun                 | 43.685                   | 8,04       | 5.433            | 77288      | 77000        |
| Montereau-sur-le-Jard | 498                      | 11,29      | 44               | 77306      | 77950        |
| Rubelles              | 3.450                    | 3,91       | 882              | 77394      | 77950        |
| Saint-Germain-Laxis   | 737                      | 7,18       | 103              | 77410      | 77950        |
| Vaux-le-Pénil         | 11.378                   | 11,64      | 977              | 77487      | 77000        |
| Voisenon              | 1.169                    | 3,36       | 348              | 77528      | 77950        |
| Kanton Melun          | 68.893                   | 66,43      | 1.037            | 7711       | –            |